# Geografia Muntenegrului

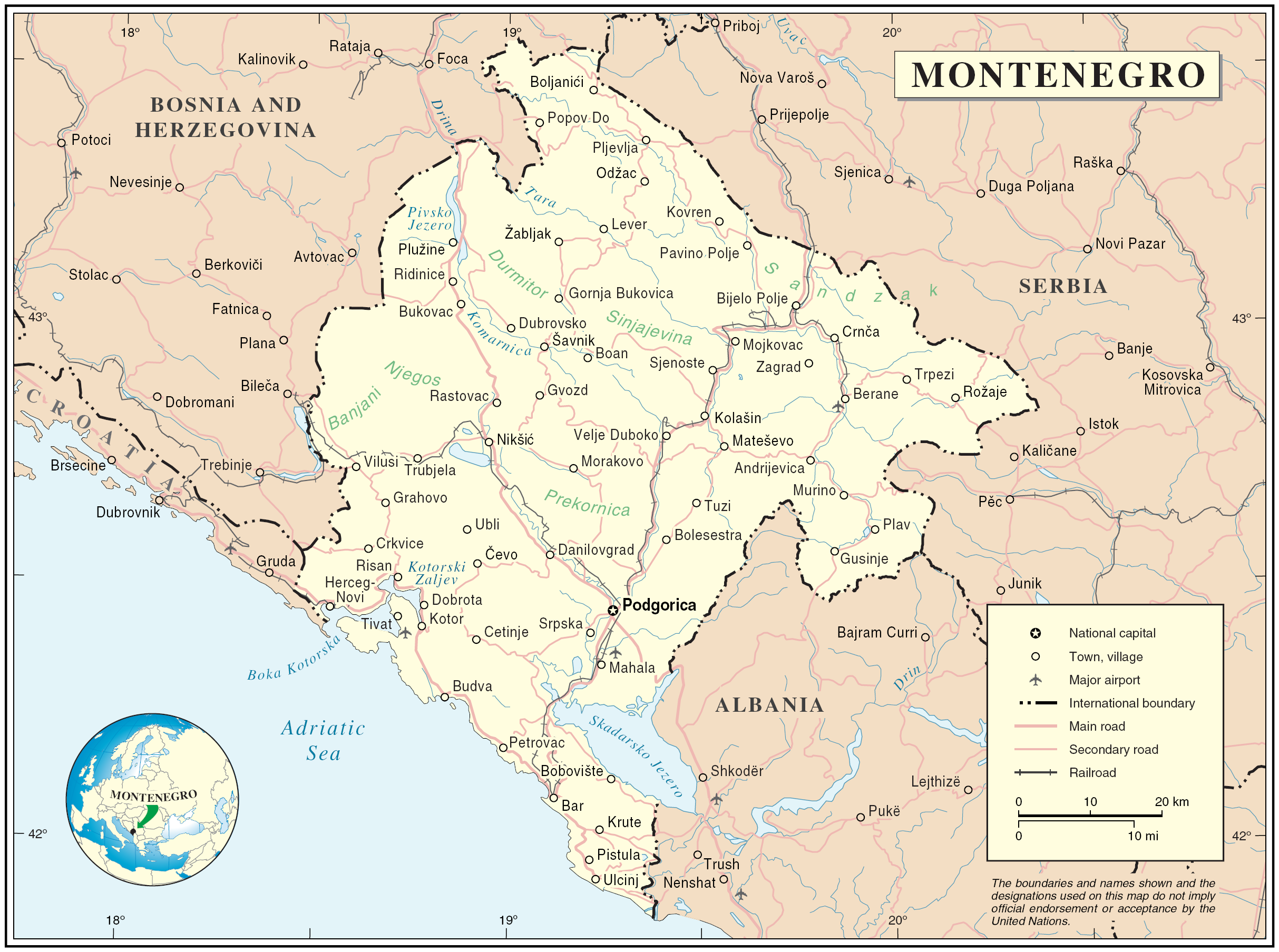
Harta Muntenegrului

Muntenegru (în muntenegreană: Crna Gora sau Црна Гора, ce înseamnă "Munte negru") este un stat localizat în Europa de Sud-Est, în Balcani. Se mărginește cu Croația, Serbia, Kosovo, Bosnia și Herțegovina și Albania. 
Muntenegru cuprinde piscuri înalte, la granițele cu Serbia și Albania, o regiune carstică, și o câmpie de coastă îngustă, de la 1 la 6 km lățime. În nord, câmpia dispare total, iar Muntele Lovćen și Muntele Orjen pătrund abrupt în  Golful Kotor.
Întinsa regiune carstică a Muntenegrului se află la altitudini de aproximativ 1.000 m, însă în unele părți depășește 2.000 de metri, cum ar fi în zona Muntelui Orjen (1,894 m), cel mai înalt masiv din lanțurile muntoase calcaroase aflate de-a lungul coastei. Valea râului Zeta, cu o altitudine de 500 m, este cel mai jos segment.
Munții Muntenegrului au altitudini ce depășesc, în medie, 2.000 de metri. Lanțurile montane ale țării au fost printre cele mai erodate de ghețari din întreaga Peninsulă Balcanică în timpul ultimei ere glaciare.
Cele mai importante orașe din Muntenegru sunt:
- Podgorica (capitală; 211.788 locuitori)
- Nikšić (104.706)
- Pljevlja (44.593)
- Bijelo Polje (55.628)
- Berane (49.953)
- Herceg Novi (30.593, inclusiv Igalo)
- Fosta capitală regală este Cetinje (20.307).

## Legături externe
- Atlasul Wikimedia pentru Montenegro
- Date geografice legate de Montenegro la OpenStreetMap